# Yunus Höyük
Koordinaten: 36° 50′ 5″ N, 38° 0′ 48″ O
Yunus Höyük (Aussprache [junus højyc]) ist ein Siedlungshügel in der Südosttürkei an der syrischen Grenze, Provinz Gaziantep, Landkreis Karkamış direkt außerhalb der Mauern der antiken Stadt Karkemiš. In Yunus Höyük wurde Keramik der Halaf-Kultur gefunden.

## Grabungsgeschichte
Während der Grabung in Karkemiš 1913 wurde von Gregori Antoniou und Leonard Woolley bei einer Begehung im Nachbarort Yunus bemalte handgeformte Keramik gefunden. Diese Funde erregten die Aufmerksamkeit der Ausgräber, da bis zu diesem Zeitpunkt noch sehr wenig über prähistorische bemalte Keramik bekannt war.
Daraufhin wurde ein 20 × 12 m großes Areal bei der höchsten Scherbendichte geöffnet, um weitere Keramik zu bergen. Als genügend Keramik für eine Auswertung gefunden war, beendete Woolley die Grabung in Yunus. Durch den Beginn des Ersten Weltkrieges konnten weder weitere Grabungen durchgeführt noch das vor Ort gelagerte Material bearbeitet werden.

## Datierung
Schon während der Grabungen 1913 vermutete Woolley anhand der Keramik eine prähistorische Datierung. Seine Hauptargumente waren die Technik der Herstellung und das Formenrepertoire: Die Keramik war handgeformt, musste also vor der Erfindung der Töpferscheibe hergestellt worden sein, und die häufigste Form war die Schüssel, die Woolley als primitivste Form der Keramik charakterisierte. Die stratigraphische Lage vergleichbarer Keramik in Karkemiš war für Woolley ein weiterer Hinweis auf die relative Zeitstellung, da die Keramik in Karkemiš in den untersten und daher ältesten Schichten gefunden wurde.
In den 1970er Jahren ordneten Steven A. Leblanc und Patty Jo Watson in einer vergleichenden Studie zu halafzeitlicher Keramik Yunus Höyük in die Halaf-Kultur ein, die absolut zwischen 5900 und 5500/5000 v. Chr. datiert wird.

## Funde und Befunde

### Öfen
Während der kurzen Grabung wurden runde und rechteckige Strukturen aus Lehmziegeln und Stampflehm gefunden, die von Woolley als Brennöfen gedeutet wurden, da sie alle eine große Menge an Asche und Keramikscherben enthielten. Die Strukturen wurden mit fortlaufenden Buchstaben von A bis M bezeichnet, wobei der Buchstabe I ausgelassen wurde. B, G, E, F, H, J, L und M waren runde Strukturen, A, D und K waren rechteckig. Die Strukturen überlagerten sich teilweise. Woolley interpretierte diese Strukturen als Einwegöfen, die nach jedem Brennvorgang eingerissen wurden, um die Keramik hervorzuholen. Watson und Leblanc zweifeln die Interpretation Woolleys jedoch teilweise an. Anhand der vorliegenden Pläne könnten einige der runden Strukturen auch kleine Tholoi, also eventuell Wohnräume, gewesen sein.

### Steinartefakte
Die aus Stein gefertigten Artefakte teilen sich in geschlagene und geschliffene Steinartefakte. Die geschlagenen wurden hauptsächlich aus Feuerstein, zu einem kleinen Teil auch aus Obsidian hergestellt. Das Werkzeugspektrum wird von Feuerstein- und Obsidian-Klingen bestimmt. Es fanden sich aber auch Schaber sowie Abschläge und Kerne, die nur aus Feuerstein bestehen. Die geschliffenen Steine waren vor allem Schuhleistenkeile, durchlochte, als Spinnwirtel gedeutete Steine und geometrische Formen ohne erkennbare Bedeutung.

### Keramik
Bei der Keramik handelt es sich um typische Halafkeramik. Sie wurde ohne Töpferscheibe handgeformt und teilt sich anhand ihrer Magerung in grobe und feine Keramik auf. Die grobe Keramik besteht hauptsächlich aus Schüsseln, während die feine Keramik auch Tassen und Krüge umfasst. Die feine Keramik ist zumeist bemalt, teilweise auch mit Ritzungen dekoriert; die Motive sind symmetrisch, symbolisch und naturalistisch.